# Lijst van presidenten van Ierland
Dit is een lijst van presidenten van Ierland.
| Nr.                                                          | President van Ierland Uachtarán na hÉireann | President van Ierland Uachtarán na hÉireann | President van Ierland Uachtarán na hÉireann | Ambtstermijn     | Ambtstermijn      | Partij(en)    | Verkiezing(en) |
| ------------------------------------------------------------ | ------------------------------------------- | ------------------------------------------- | ------------------------------------------- | ---------------- | ----------------- | ------------- | -------------- |
| Presidentiële Commissie 29 december 1937 – 25 juni 1938      |                                             |                                             |                                             |                  |                   |               |                |
| 1                                                            |                                             | Douglas Hyde                                | Douglas Hyde (1880–1949)                    | 25 juni 1938     | 25 juni 1945      | Onafhankelijk | 1938           |
| 2                                                            |                                             | Seán Thomas O'Kelly                         | Seán Thomas O'Kelly (1882–1966)             | 25 juni 1945     | 25 juni 1959      | Fianna Fáil   | 1945           |
| 2                                                            | 1952                                        | Seán Thomas O'Kelly                         | Seán Thomas O'Kelly (1882–1966)             | 25 juni 1945     | 25 juni 1959      | Fianna Fáil   |                |
| 3                                                            |                                             | Éamon de Valera                             | Éamon de Valera (1882–1975)                 | 25 juni 1959     | 25 juni 1973      | Fianna Fáil   | 1959           |
| 3                                                            | 1966                                        | Éamon de Valera                             | Éamon de Valera (1882–1975)                 | 25 juni 1959     | 25 juni 1973      | Fianna Fáil   |                |
| 4                                                            |                                             |                                             | Erskine Hamilton Childers (1905–1974)       | 25 juni 1973     | 17 november 1974  | Fianna Fáil   | 1973           |
| Presidentiële Commissie 17 november 1974 – 19 december 1974  |                                             |                                             |                                             |                  |                   |               |                |
| 5                                                            |                                             | Cearbhall Ó Dálaigh                         | Cearbhall Ó Dálaigh (1911–1978)             | 19 december 1974 | 22 oktober 1976   | Fianna Fáil   | 1974           |
| Presidentiële Commissie 22 oktober 1976 – 3 december 1976    |                                             |                                             |                                             |                  |                   |               |                |
| 6                                                            |                                             | Mary McAleese                               | Patrick Hillery (1923–2008)                 | 3 december 1976  | 3 december 1990   | Fianna Fáil   | 1976           |
| 6                                                            | 1983                                        | Mary McAleese                               | Patrick Hillery (1923–2008)                 | 3 december 1976  | 3 december 1990   | Fianna Fáil   |                |
| 7                                                            |                                             | Enda Kenny                                  | Mary Robinson (1944)                        | 3 december 1990  | 12 september 1997 | Labour Party  | 1990           |
| Presidentiële Commissie 12 september 1997 – 11 november 1997 |                                             |                                             |                                             |                  |                   |               |                |
| 8                                                            |                                             | Mary McAleese                               | Mary McAleese (1951)                        | 11 november 1997 | 11 november 2011  | Fianna Fáil   | 1997           |
| 8                                                            | 2004                                        | Mary McAleese                               | Mary McAleese (1951)                        | 11 november 1997 | 11 november 2011  | Fianna Fáil   |                |
| 9                                                            |                                             | Michael Daniel Higgins                      | Michael Daniel Higgins (1941)               | 11 november 2011 | heden             | Labour Party  | 2011           |
| 9                                                            | 2018                                        | Michael Daniel Higgins                      | Michael Daniel Higgins (1941)               | 11 november 2011 | heden             | Labour Party  |                |